# Le Reste du Monde
 (mai 2021).
Le Reste du monde est une émission de télévision française s'apparentant au genre de la téléréalité et produite par Banijay Productions. Elle diffusée sur W9 et Plug RTL en avant-soirée du 17 mai 2021 au 2 septembre 2022 et est présentée par Catalia Rasami uniquement la saison 1.

## Synopsis
L’émission en saison 1 permet de suivre plusieurs candidats, issus de l'équipe Reste du monde (Les Marseillais vs le Reste du monde) ainsi que de nouveaux candidats essentiellement provenant d'émissions de W9, s'entraîner lors d'épreuves physiques et intellectuelles appelées "training", mais aussi professionnelles appelées "jobs". Tout cela dans l'objectif de prouver qu'ils méritent leur place dans la famille du Reste du Monde pour affronter la famille des Marseillais lors du cross se déroulant chaque été. A la fin de chaque semaine, la présentatrice vient tester les candidats dans ces trois domaines lors d'évaluations afin d'établir un classement général. Celui-ci détermine les deux meilleurs hommes et les deux meilleures femmes qui peuvent prétendre au statut de "chef de famille de la semaine". A tour de rôle, les candidats votent pour le chef de chaque sexe qu'ils souhaite promouvoir chef de famille. Ce statut permet de déterminer la participation des candidats lors des "jobs", mais aussi d'éliminer le maillon faible de la famille. Enfin, au dernier jour de l'aventure, la présentatrice convoque l'intégralité des candidats qui ont pu prendre part à ce statut lors d'une grande épreuve finale. Le candidat élu se voit garantir sa place sur la ligne de départ du cross avec le titre de "chef de famille" ,,.
En saison 2, l'émission suit plusieurs candidats sans enjeu de compétition mais avec un objectif de taille : l'organisation du mariage des 2 candidats emblématiques du reste du monde : Nikola et Laura.

## Saison 1:Objectif: Reste du monde
Cette émission est tournée de mars à avril 2021 pour une diffusion du 17 mai 2021au 26 août 2021. Elle comporte 19 candidats,.

### Candidats
- Adixia Romaniello (Les Marseillais vs le Reste du monde 1, 2 et 6)
- Mélanie Orlenko  (Les Marseillais vs le reste du monde 4)
- Milla Jasmine (Les Marseillais vs le Reste du Monde 1,2,4 et 5)
- Nikola Lozina (Les Marseillais vs le Reste du monde 1,2,3,4 et 5)
- Marine El Himer (Les Marseillais vs le Reste du Monde 5 et 6)
- Julien Bert (Les Marseillais vs le Reste du monde 3)
- Hilona Gos (Les Marseillais vs le Reste du monde 4)
- Illan Castronovo (Les Marseillais vs le Reste du monde 4 et 5)
- Laura Lempika (Les Marseillais vs le Reste du monde 3,4 et 5)
- Anthony Alcaraz (Les Marseillais vs le Reste du monde 4)
- Isabeau Delatour (Les Princes de l'amour 8)
- Simon Castaldi (Les Princes de l'amour 8)
- Giuseppa Ciurleo (La Villa des cœurs brisés 6)
- Nathan Munda (Les Princesses de l'amour 3 et 4)
- Lila Taleb (Les Princes de l'amour 8)
- Mujdat Saglam (Les Marseillais vs le Reste du Monde 4 & 5)
- Kellyn Sun (10 Couples Parfaits 4)
- Feliccia Taskiran (Les Princes de l'amour 8)
- Bastien Grimal (Les Princes de l'amour 8)
- Mélanie Orlenko (Les Marseillais vs le Reste du monde 4)
- Gregory Yega (Les Marseillais 8,9 & 10)
- Julien Tanti (Les Marseillais 1,2,3,4,5,6,7,8,9 & 10)

### Anecdotes
L'émission est un spin-off des Ch'tis et des Marseillais. Elle a été créée dans l'objectif de remplacer l'émission Moundir et les Apprentis aventuriers, dont le tournage a été affecté par la pandémie de Covid-19.

## Saison 2:Le Reste du monde: Romance à Ibiza
Le casting initial, officialisé par la chaîne le 21 juin 2022, est composé de douze candidats.
Elle est diffusée du 11 juillet au 2 septembre 2022 sur W9.

### Candidats
- Nikola Lozina (Objectif : Reste du Monde)
- Laura Lempika (Objectif : Reste du Monde)
- Adixia Romaniello (Objectif : Reste du Monde)
- Giuseppa Ciurleo (Objectif : Reste du Monde)
- Simon Castaldi (Objectif : Reste du Monde)
- Virginie Conte (Les Apprentis Aventuriers 5)
- Marwa Merazka (Les Apprentis Aventuriers 5)
- Théo Sentenac (La Villa des cœurs brisés 5 & 6)
- Alan Brncic (Anonyme)
- Clarysse Pereira (La Villa des cœurs brisés 5)
- Jean Aslo (Anonyme)
- Melyssa (Anonyme)
- Tyler (Anonyme)
- Nicolò Ferrari (Les Apprentis Aventuriers 5)
- Chani Lenglet (Les Anges 12)
- Julien Tanti (Les Marseillais 1 à 11)
- Manon Tanti (Les Marseillais 6 à 11)
- Paga Neuron (Les Marseillais 1 à 11)
- Hilona Gos (Objectif : Reste du Monde)
- Greg Yega ( Les Marseillais 8 à 11)

### Audiences
1. ↑  Florian Guadalupe, « Audiences access 19h : Nagui leader en hausse, "DNA" en forme, "Quotidien" (P1) au million, Cyril Lignac en repli », sur ozap.com (consulté le 18 mai 2021)
2. ↑  Florian Guadalupe, « Audiences access 20h : Bon lancement pour "Objectif reste du monde", "Quotidien", "TPMP" et "28 minutes" en forme », sur ozap.com (consulté le 18 mai 2021)
3. ↑  Florian Guadalupe, « Audiences access 20h : Didier Deschamps booste le "20 Heures" de TF1, "Objectif reste du monde" en nette baisse », sur ozap.com (consulté le 19 mai 2021)
4. ↑  Florian Guadalupe, « Audiences access 20h : "Scènes de ménages" progresse, "28 minutes" en forme, "TPMP" en repli, "USGS" baisse », sur ozap.com (consulté le 20 mai 2021)
5. ↑  Florian Guadalupe, « Audiences access 20h : "Quotidien" leader talks, Lapix en hausse, "TPMP" remonte, "Scènes de ménages" en repli », sur ozap.com (consulté le 21 mai 2021)
6. ↑  Florian Guadalupe, « Audiences access 20h : "USGS" en belle forme, petit score pour "1 jeune 1 solution", "Objectif reste du monde" faible », sur ozap.com (consulté le 22 mai 2021)
7. ↑  « Audiences access 20h : A-S Lapix distancée, "Quotidien" et "TPMP" costauds, "Objectif reste du monde" au plus bas », sur ozap.com (consulté le 25 mai 2021)
8. ↑  « Audiences access 20h : Lapix talonne Bouleau, Elisabeth Quin devant Cyril Hanouna, "Un si grand soleil" leader fictions », sur ozap.com (consulté le 30 mai 2021)
9. ↑  « Audiences access 20h : Bouleau creuse l'écart avec Lapix, "Quotidien" au top, "Objectif reste du monde" au plus bas », sur ozap.com (consulté le 30 mai 2021)
10. ↑  « Audiences access 20h : "Le 19.45" faible, "Quotidien" leader talks, "Scènes de ménages" premier des fictions », sur ozap.com (consulté le 30 mai 2021)
11. ↑  « Audiences access 20h : "Objectif reste du monde" au plus bas sur W9, "Un si grand soleil" en forme », sur ozap.com (consulté le 30 mai 2021)
12. ↑  « Audiences access 20h : Bouleau bon leader de l'info, "Quotidien" en tête des talks devant "TPMP" », sur ozap.com (consulté le 6 juin 2021)
13. ↑  « Audiences access 20h : Hanouna en hausse, "28 minutes" en forme, "Objectif reste du monde" au plus bas », sur ozap.com (consulté le 6 juin 2021)
14. ↑  « Audiences access 20h : L'info brille, Barthès et Hanouna en recul, "USGS" et "Scènes de ménages" en forme », sur ozap.com (consulté le 6 juin 2021)
15. ↑  « Audiences access 20h : "TPMP" remonte, "Quotidien" stable, le "19.45" en hausse, "Scènes de ménages" puissant », sur ozap.com (consulté le 6 juin 2021)
16. ↑  « Audiences access 19h : Nagui petit leader devant "DNA", "Mon meilleur gâteau" en hausse, "C à vous" au million », sur ozap.com (consulté le 6 juin 2021)
17. ↑  « Audiences access 20h : "Quotidien" excelle, le "20 Heures" de France 2 en repli, "Objectif reste du monde" scintille », sur ozap.com (consulté le 8 juin 2021)
18. ↑  « Audiences access 20h : "Un si grand soleil" en forme, "TPMP" en hausse, "Quotidien" en repli, Bouleau bon leader info », sur ozap.com (consulté le 9 juin 2021)
19. ↑  « Audiences access 20h : "Scènes de ménages" en forte progression, "Plus belle la vie" en forme, Bouleau en baisse », sur ozap.com (consulté le 10 juin 2021)
20. ↑  « Audiences access 20h : "TPMP" en hausse, "Quotidien" en repli, Lapix au plus bas, "Kem's" au top », sur ozap.com (consulté le 12 juin 2021)
21. ↑  « Audiences access 20h : La cérémonie d'ouverture de l'Euro bien suivie, Delahousse en forme, "Quotidien" sous le million », sur ozap.com (consulté le 12 juin 2021)
22. ↑  « Audiences access 20h : "A prendre ou à laisser" débute timidement, "Quotidien" en forme, "Scènes de ménages" brille », sur ozap.com (consulté le 15 juin 2021)
23. ↑  « Audiences access 20h : Bouleau devance largement Lapix, "A prendre ou à laisser" et "Quotidien" en baisse », sur ozap.com (consulté le 16 juin 2021)
24. ↑  « Audiences access 20h : Barthès en forme, Dechavanne en hausse, Bouleau grimpe, "Un si grand soleil" à un haut niveau », sur ozap.com (consulté le 17 juin 2021)
25. ↑  « Audiences access 20h : "Quotidien" bon leader, "A prendre ou à laisser" en recul, "Scènes de ménages" en forme », sur ozap.com (consulté le 18 juin 2021)
26. ↑  « Audiences access 20h : Laurent Delahousse en forme, "Un si grand soleil" dépasse "Scènes de ménages" » (consulté le 20 juin 2021)
27. ↑  « Audiences access 20h : Anne-Sophie Lapix en forme, "A prendre ou à laisser" au plus bas, "Scènes de ménages" en hausse » (consulté le 23 juin 2021)
28. ↑  « Audiences access 20h : "Quotidien" en forme, Lapix grimpe, "Plus belle la vie" en hausse, Dechavanne au top » (consulté le 23 juin 2021)
29. ↑  « Audiences access 20h : Bouleau puissant sur TF1, "Quotidien" en repli, "Kem's" au plus bas » (consulté le 25 juin 2021)
30. ↑  « Audiences access 20h : "Un si grand soleil" en forme, "Quotidien" en hausse, "Objectif reste du monde" en progression » (consulté le 25 juin 2021)
31. ↑  « Audiences access 20h : L'info en hausse, "Quotidien" sous le million, record pour "Plus belle la vie" » (consulté le 26 juin 2021)
32. ↑  « Audiences access 20h : Bouleau large leader, "28 minutes" en forme, petit score pour "Un si grand soleil" » (consulté le 29 juin 2021)
33. ↑  « Audiences access 20h : Bouleau très puissant grâce à l'Euro, "Plus belle la vie" au plus haut, "USGS" en forme » (consulté le 30 juin 2021)
34. ↑  « Audiences access 20h : Record pour "Un si grand soleil", Lapix en forme, le "19.45" en nette hausse » (consulté le 1er juillet 2021)
35. ↑  « Audiences access 20h : Bouleau bon leader, Lapix performe, "Un si grand soleil" au top, "Objectif reste du monde" stable » (consulté le 2 juillet 2021)
36. ↑  « Audiences access 20h : Le "20 Heures" de F2 boosté par une concurrence atypique, W9 faible, "USGS" solide » (consulté le 3 juillet 2021)
37. ↑  « Audiences access 20h : Bouleau domine largement, le "19.45" en forme, retour correct pour "En famille" » (consulté le 6 juillet 2021)
38. ↑  « Audiences access 20h : L'info de TF1 puissante leader, Lapix en hausse, "En famille" en repli » (consulté le 7 juillet 2021)
39. ↑  « Audiences access 20h : "Plus belle la vie" au top, "Un si grand soleil" en forme, belle hausse pour Lapix » (consulté le 8 juillet 2021)
40. ↑  « Audiences access 20h : Bouleau sème Lapix, "Un si grand soleil" à un bon niveau, "Objectif reste du monde" en repli » (consulté le 10 juillet 2021)
41. ↑  « Audiences access 20h : Record pour "Un si grand soleil", Delahousse puissant, "Objectif reste du monde" en petite forme » (consulté le 10 juillet 2021)
42. ↑  « Audiences access 20h : L'info boostée par Emmanuel Macron, "Un si grand soleil" en forme, "28 minutes" souffre » (consulté le 13 juillet 2021)
43. ↑  « Audiences access 20h : Le JT de Fr2 fort, record pour "Tout le sport", "En famille" au plus bas » (consulté le 14 juillet 2021)
44. ↑  « Audiences access 20h : Julien Arnaud bon leader, Anne-Sophie Lapix brille, "Un si grand soleil" en bonne forme » (consulté le 15 juillet 2021)
45. ↑  « Audiences access 20h : Le "20 Heures" de TF1 au plus haut, "Tchi Tcha Cannes" en forme, "USGS" à un bon niveau » (consulté le 17 juillet 2021)
46. ↑  « Audiences access 20h : Les JT de TF1 et France 2 au coude à coude, "Objectif reste du monde" en forte hausse » (consulté le 17 juillet 2021)
47. ↑  « Audiences access 20h : Julien Arnaud leader solide, Ophélie Meunier en forme, "Un si grand soleil" en repli » (consulté le 20 juillet 2021)
48. ↑  « Audiences access 20h : Julien Arnaud puissant leader, "Un si grand soleil" en forme, "En famille" ne décolle pas » (consulté le 21 juillet 2021)
49. ↑  « Audiences access 20h : Jean-Baptiste Marteau en hausse, "Plus belle la vie" en repli, "En famille" au plus bas » (consulté le 22 juillet 2021)
50. ↑  « Audiences access 20h : Record pour "Plus belle la vie", "28 minutes" en forme, "En famille" faible » (consulté le 23 juillet 2021)
51. ↑  « Audiences access 20h : Audrey Crespo-Mara leader de l'info, Leïla Kaddour à un bon niveau, "Un si grand soleil" en forme » (consulté le 24 juillet 2021)
52. ↑  « Objectif reste du monde : bouleversement attendu sur W9, un arrêt déjà annoncé » (consulté le 26 juillet 2021)
53. ↑  « Audiences access 20h : Record pour "Tout le sport" grâce aux JO, le JT de TF1 et "Un si grand soleil" en forme » (consulté le 27 juillet 2021)
54. ↑  « Audiences access 20h : Record pour "Plus belle la vie", "Tout le sport" de nouveau au plus haut » (consulté le 28 juillet 2021)
55. ↑  « Audiences access 20h : Julien Arnaud distance Julien Benedetto, "En famille" double "Plus belle la vie" » (consulté le 29 juillet 2021)
56. ↑  « Audiences access 20h : Record pour "Plus belle la vie", le "20 Heures" de TF1 prend le large » (consulté le 30 juillet 2021)
57. ↑  « Audiences access 20h : Petit effet JO pour le "20 Heures" de F2, "Objectif" en forme sur W9, "Chefs" faible sur TMC » (consulté le 3 août 2021)
58. ↑  « Audiences access 20h : Le "19.45" bien suivi, "Tout le sport" et "Plus belle la vie" au top, "Chefs" ne décolle pas » (consulté le 5 août 2021)
59. ↑  « Audiences access 20h : Le "20 Heures" de TF1 puissant, "28 minutes" en forme, "Plus belle la vie" toujours devant M6 » (consulté le 5 août 2021)
60. ↑  « Audiences access 20h : Le "19.45" en forme, "Chefs" en hausse sur TMC, "En famille" double "Plus belle la vie" » (consulté le 6 août 2021)
61. ↑  « Audiences access 20h : Julien Arnaud bon leader de l'info, "Un si grand soleil" en forme, "En famille" en hausse » (consulté le 13 août 2021)
62. ↑  « Audiences access 20h : Karine Baste-Régis remonte, "28 minutes" stable, "Chefs" en progression » (consulté le 13 août 2021)
63. ↑  « Audiences access 20h : Pas d'effet Messi sur les "20 Heures", "28 minutes" en hausse, "Objectif reste du monde" en repli » (consulté le 13 août 2021)
64. ↑  « Audiences access 20h : Julien Arnaud sème Karine Baste-Régis, Amandine Bégot en hausse, "Chefs" ne décolle pas sur TMC » (consulté le 13 août 2021)
65. ↑  « Audiences access 20h : Le "20 Heures" de TF1 boosté par Macron, "En famille" en forme, "Chefs" remonte » (consulté le 20 août 2021)
66. ↑  « Audiences access 20h : Karine Baste-Régis en hausse, "28 minutes" en forme, "Un si grand soleil" très haut » (consulté le 20 août 2021)
67. ↑  « Audiences access 20h : "Un si grand soleil" puissant, Julien Arnaud en hausse, "28 minutes" en forme » (consulté le 20 août 2021)
68. ↑  « Audiences access 20h : Julien Arnaud sème Karine Baste-Régis, Florence de Soultrait en hausse, "PBLV" progresse » (consulté le 20 août 2021)
69. ↑  « Audiences access 20h : "Scènes de ménages" au top pour son retour, "Chefs..." très faible sur TMC » (consulté le 25 août 2021)
70. ↑  « Audiences access 20h : Gilles Bouleau s'échappe, "Un si grand soleil" double "Scènes de ménages" » (consulté le 25 août 2021)
71. ↑  « Audiences access 20h : Gilles Bouleau s'échappe, "Un si grand soleil" double "Scènes de ménages" » (consulté le 26 août 2021)
72. ↑  « Audiences access 20h : Gilles Bouleau creuse l'écart, "Scènes de ménages" repasse leader des fictions » (consulté le 26 août 2021)
73. ↑  « Audiences access 20h : Julien Arnaud revient en forme, petit lancement pour "LRDM" sur W9, "Comme des gosses" remonte », sur ozap.com (consulté le 16 juillet 2022)
74. ↑  « Audiences access 20h : Record pour Anne-Sophie Lapix, "Comme des gosses" et "Un si grand soleil" en baisse », sur ozap.com (consulté le 16 juillet 2022)
75. ↑  « Audiences access 20h : Julien Arnaud domine l'info, Record pour "Romance à Ibiza", "Comme des gosses" au plus bas », sur ozap.com (consulté le 16 juillet 2022)
76. ↑  « Audiences access 20h : Julien Arnaud roi de l'info, "Romance à Ibiza" au plus bas, "Comme des gosses" remonte », sur ozap.com (consulté le 16 juillet 2022)
77. ↑  « Audiences access 20h : Audrey Crespo-Mara leader, record pour Laurent Delahousse, "Un si grand soleil" brille », sur ozap.com (consulté le 16 juillet 2022)
78. ↑  « Audiences access 20h : Carton pour Julien Arnaud, Jean-Baptiste Marteau en forme, "Romance à Ibiza" en hausse », sur ozap.com (consulté le 19 juillet 2022)
79. ↑  « Audiences access 20h : Record pour le "20 Heures" de Jean-Baptiste Marteau sur France 2 », sur ozap.com (consulté le 19 juillet 2022)
80. ↑  « Audiences access 20h : "Le 19.45" d'Ophélie Meunier à un excellent niveau sur M6 », sur ozap.com (consulté le 23 juillet 2022)
81. ↑  « Audiences access 20h : Jean-Baptiste Marteau s'envole avec un nouveau record au "20 Heures" de France 2 », sur ozap.com (consulté le 23 juillet 2022)
82. ↑  « Audiences access 20h : Qui sort vainqueur du match des jokers de l'info ? », sur ozap.com (consulté le 23 juillet 2022)
83. ↑  « Audiences access 20h : Le JT de TF1 casse la baraque », sur ozap.com (consulté le 3 août 2022)
84. ↑  « Audiences access 20h : "Comme des gosses" en forme, record pour le "20 Heures" de TF1 », sur ozap.com (consulté le 3 août 2022)
85. ↑  « Audiences access 20h : Le JT de TF1 est-il toujours aussi performant ? », sur ozap.com (consulté le 3 août 2022)
86. ↑  « Audiences access 20h : Jean-Baptiste Marteau réduit son écart avec TF1 », sur ozap.com (consulté le 3 août 2022)
87. ↑  « Audiences access 20h : "Un si grand soleil" proche de son record », sur ozap.com (consulté le 3 août 2022)
88. ↑  « Audiences access 20h : Quel score pour le retour d'"En famille" sur M6 ? », sur ozap.com (consulté le 3 août 2022)
89. ↑  « Audiences access 20h : Qui remporte la bataille des JT ? », sur ozap.com (consulté le 3 août 2022)
90. ↑  « Audiences access 20h : Karine Baste en hausse sur France 2 », sur ozap.com (consulté le 6 août 2022)
91. ↑  « Audiences access 20h : Belle hausse pour "En famille" sur M6 », sur ozap.com (consulté le 6 août 2022)
92. ↑  « Audiences access 20h : Julien Benedetto réduit son écart avec TF1, grosse performance pour "28 minutes" », sur ozap.com (consulté le 6 août 2022)
93. ↑  « Audiences access 20h : Four pour "Carla et Kevin" sur TFX », sur ozap.com (consulté le 13 août 2022)
94. ↑  « Audiences access 20h : Record pour "Le reste du monde" sur W9 », sur ozap.com (consulté le 13 août 2022)
95. ↑  « Audiences access 20h : "28 minutes" cartonne sur Arte », sur ozap.com (consulté le 13 août 2022)
96. ↑  « Audiences access 20h : Julien Benedetto continue de se rapprocher de TF1 », sur ozap.com (consulté le 13 août 2022)
97. ↑  « Audiences access 20h : Record pour "Un si grand soleil" sur France 2 », sur ozap.com (consulté le 13 août 2022)
98. ↑  « Audiences access 20h : Accident industriel pour la "JLC Family" sur TFX », sur ozap.com (consulté le 21 août 2022)
99. ↑  « Audiences access 20h : Statu quo entre les "20 Heures" de TF1 et France 2 », sur ozap.com (consulté le 21 août 2022)
100. ↑  « Audiences access 20h : Plus de 30% du public devant le "20 Heures" de Julien Arnaud sur TF1 », sur ozap.com (consulté le 21 août 2022)
101. ↑  « Audiences access 20h : Record pour Julien Arnaud au "20 Heures" de TF1 », sur ozap.com (consulté le 21 août 2022)
102. ↑  « Audiences access 20h : Quel score pour le retour de Thomas Sotto au "20 Heures" de France 2 ? », sur ozap.com (consulté le 21 août 2022)
103. ↑  « Audiences access 20h : Quel score pour le retour de Gilles Bouleau au "20 Heures" de TF1 ? », sur ozap.com (consulté le 28 août 2022)
104. ↑  « Audiences access 20h : Karine Baste égale un record au "20 Heures" de France 2 », sur ozap.com (consulté le 28 août 2022)
105. ↑  « Audiences access 20h : Xavier de Moulins signe un record au "19.45" de M6 », sur ozap.com (consulté le 28 août 2022)
106. ↑  « Audiences access 20h : Gilles Bouleau prend ses distances avec Karine Baste », sur ozap.com (consulté le 28 août 2022)
107. ↑  « Audiences access 20h : Quel score pour le retour d'Anne-Claire Coudray et de Nathalie Renoux ? », sur ozap.com (consulté le 28 août 2022)
108. ↑  « Audiences access 20h : Qui de "Quotidien" ou "TPMP" arrive en tête des talks ? », sur ozap.com (consulté le 3 septembre 2022)
109. ↑  « Audiences access 20h : Carton pour "Quotidien" avec Elisabeth Borne », sur ozap.com (consulté le 3 septembre 2022)
110. ↑  « Audiences access 20h : Hanouna et Barthès au coude-à-coude », sur ozap.com (consulté le 3 septembre 2022)
111. ↑  « Audiences access 20h : "Quotidien" net leader des talks », sur ozap.com (consulté le 3 septembre 2022)
112. ↑  « Audiences access 20h : Le JT de France 2 passe devant celui de TF1 », sur ozap.com (consulté le 3 septembre 2022)